# Eleccions legislatives franceses de 1830
Les eleccions legislatives franceses de 1830 van tenir lloc el 5 de juliol, el 13 de juliol i el 19 de juliol de 1830, després de la dissolució de la cambra sortint pel Rei Carles X de França.
El sistema de votació és, per última vegada, el que es defineix per la Llei del doble vot de juny de 1820 anomenada del "doble vot", que combina la circumscripció uninominal segons reducció de 1820 per les tres cinquenes parts dels diputats (94.000 inscrits), elegits el 25 de febrer de 1830, i circumscripció plurinominal departamental, elegits el 6 de març de 1830.. Tots dos col·legis d'electors són definits pels seus ingressos (sufragi censatari), l'accés al col·legi del departament que requereix els ingressos més elevats i permet votar dues vegades.

## Resultats
| Partit | Partit          | Escons |
| ------ | --------------- | ------ |
|        | Doctrinaris     | 282    |
|        | Ultrareialistes | 273    |

## Conseqüències
La nova cambra escollida, en gran part hostil al rei Carles X, fou dissolta immediatament per ell, però els seus membres continuaren als seus escons i cridaren al tron a Lluís Felip I d'Orleans amb l'adveniment de la Revolució francesa de Juliol.
El sistema mixt de votació se suprimeix per la Carta constitucional de 14 d'agost, 1830, que expandeix en gran manera el cos electoral i estableix un escrutini uninominal per circumscripció estricta.